# Щаб
Щабът е орган за управление на войскови части, съединения и обединения от всички видове въоръжени сили. Ръководи се от началник на щаба и е подчинен непосредствено на командира (командващия). Осигурява ръководството на подготовката и бойната дейност на войските. Подготвя данни за решението на командира и организира изпълнението му.